# Понте Кјарадово (Анкона)
Понте Кјарадово (итал. Ponte Chiaradovo) насеље је у Италији у округу Анкона, региону Марке.
Према процени из 2011. у насељу је живело 18 становника. Насеље се налази на надморској висини од 191 м.